# Jean-Henri Simon
Henri Simon of Jean-Henri Simon (Antwerpen, 11 april 1783 – Antwerpen, 10 februari 1861) was een Vlaams componist, muziekpedagoog en violist werkzaam in het Verenigd Koninkrijk der Nederlandenen in België met onmiskenbaar aanwezige esthetische kwaliteiten.
Hij was zoon van Henricus Simon en Maria Van Strijdonck. Hijzelf was getrouwd met Jeanne Jacoba Vandelen. Zoon Henricus Simon werd letterkundige
Hij verkreeg zijn opleiding in Parijs. Pierre Lahoussaye, Pierre Rode (beiden viool), François-Joseph Gossec, Jean-François Lesueur (compositieleer) en Charles-Simon Catel (harmonieleer) waren zijn docenten. Na afronding van zijn studie keerde hij terug naar Antwerpen. Hij begon er zelf muzieklessen te geven aan onder meer Lambert Joseph Meerts, Janssens en Henri Vieuxtemps. Joseph Callaerts was ook een leerling van hem, vooral op het gebied van harmonieleer en contrapunt. Op latere leeftijd overkwam hem een aantal tegenslagen, die zijn gezondheid aantastten.
Hij schreef missen, oratoria (judith en Le siege de Béthulic, cantate, koorwerken, een ouverture en zeven vioolconcerten, alle werken in de 21e eeuw onderdeel van het vergeten repertoire van een “vergeten componist”. Hij komt bijvoorbeeld niet voor in Lexicon Vlaamse componisten geboren na 1800 van Flavie Roquet
., Alleen een duet voor soloviool met begeleiding door een tweede (opgedragen aan een Monsieur Brué), dat al gedrukt werd voor 1813 (Drukkerij Weissenbruch hield er in dat jaar mee op), werd nog wel eens als lesstof gebruikt.
Voor de Maatschappij tot Nut van 't Algemeen schreef hij in Antwerpen een inhuldigingscantate op Nederlandse tekst.
Een belangrijk deel van zijn composities wordt in handschrift bewaard in de Erfgoedbibliotheek Hendrik Conscience in Antwerpen.
- Gemeinsame Normdatei: 1246942771
- International Standard Name Identifier: 0000 0005 0080 1139
- Library of Congress Control Number: nb2005009154
- MusicBrainz: 3222f1e2-7695-4540-9723-29ca4622e317
- Virtual International Authority File: 21661205